# Amtsgericht Schnierlach

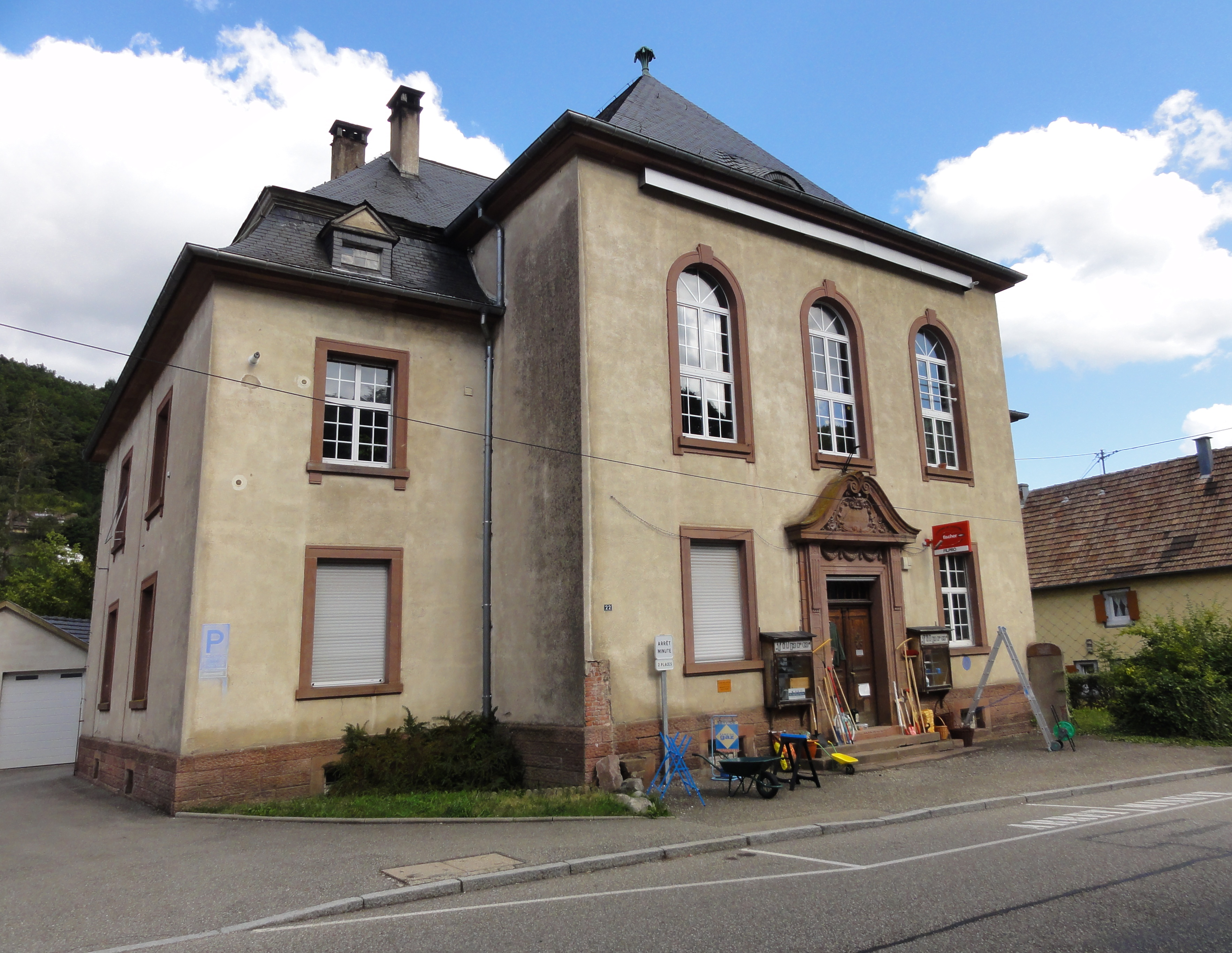
Gerichtsgebäude (2015)

Das Amtsgericht Schnierlach war ein deutsches Amtsgericht mit Sitz in Schnierlach in den Jahren 1879 bis 1918.

## Geschichte
Schnierlach war Sitz eines französischen Friedensgerichts. Nach der Abtretung Elsass-Lothringens im Frieden von Frankfurt an das Deutsche Reich 1871 wurde die Gerichtsstruktur mit dem Gesetz, betreffend Abänderung der Gerichtsverfassung vom 14. Juli 1871 und der Ausführungsbestimmung hierzu vom gleichen Tag neu geregelt. Dabei wurden die Friedensgerichte beibehalten. Im Rahmen der Reichsjustizgesetze wurden 1879 die Friedensgerichte im Reichsland Elsass-Lothringen aufgehoben und Amtsgerichte gebildet. Das Amtsgericht Schnierlach war dem Landgericht Colmar nachgeordnet. Am Gericht bestand 1880 eine Richterstelle. Das Amtsgericht war ein kleines Amtsgericht im Landgerichtsbezirk. Der Gerichtsbezirk umfasste 1895 den Kanton Schnierlach mit 120 Quadratkilometern und 11.275 Einwohnern und fünf Gemeinden.
Nach der Abtretung Elsass-Lothringens an Frankreich nach dem Ersten Weltkrieg wurde das Amtsgericht Schnierlach als „Tribunal cantonal Lapoutroie“ weitergeführt. Im Zweiten Weltkrieg wurde 1940 von der deutschen Besatzungsmacht die vorgefundene Gerichtsstruktur unter Verwendung deutscher Ortsnamen und Behördenbezeichnungen, hier also wieder als Amtsgericht Schnierlach, fortgeführt.

## Gerichtsgebäude
Das Gerichtsgebäude wurde im Jahre 1909 errichtet. Seine heutige Adresse ist 22 rue du Général-Dufieux. Es steht unter Denkmalschutz.